# Marie Taglioni
Marie Taglioni (23 d'abril de 1804, Estocolm - 24 d'abril de 1884, Marsella) va ser una primera ballarina sueca de dansa clàssica. Pertanyia a la famosa nissaga d'artistes Taglioni.

## Biografia

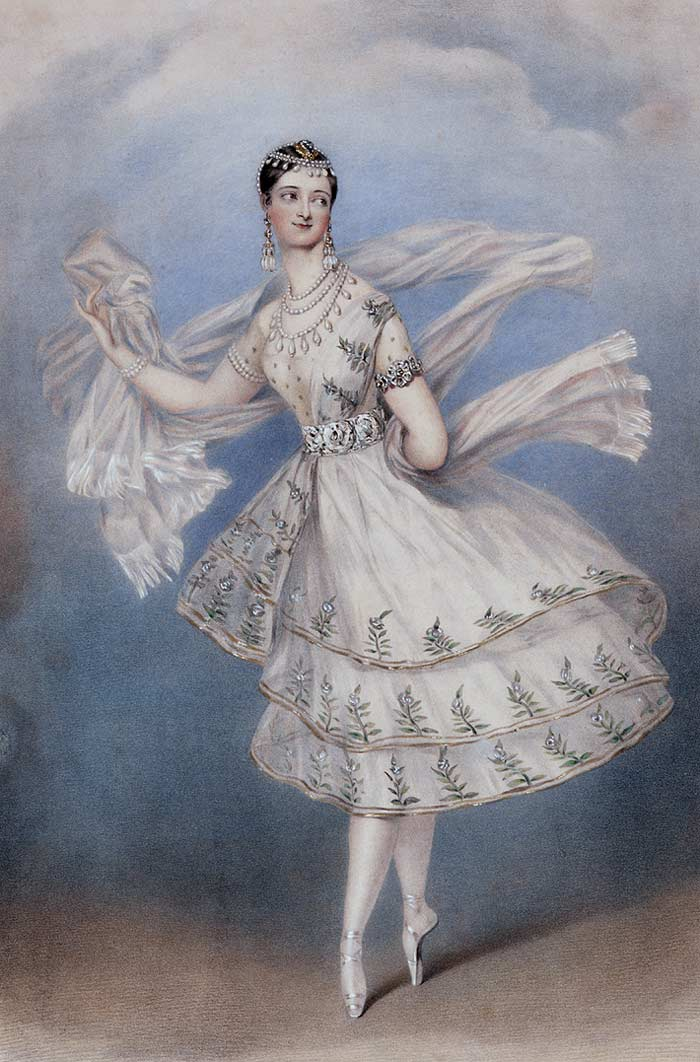
Marie Taglioni en Le Dieu et la Bayadère, 1830

Taglioni va néixer a Estocolm, Suècia, filla del coreògraf italià Filippo Taglioni i de la ballarina sueca Sophie Karsten, néta materna del cantant d'òpera suec Christoffer Christian Karsten i de la cantant i actriu d'òpera polonesa Sophie Stebnowska. El seu germà, Paul (1808–1884), també va ser ballarí i un coreògraf influent; van actuar junts al principi de la seva carrera.
Els seus pares Filippo Taglioni (1777-1871) i Sophia Taglioni eren cèlebres en tot Europa. La mare de Marie Taglioni, Hedvig Sophia Karsten (1783-1862), era filla d'un suec cantant d'òpera.
Va créixer a Kassel i París. Es va formar a París amb Jean-François Coulon (Sota la supervisió del seu pare Filippo, que en certa manera la va convertir en un instrument viu i en la musa de les seves fantasies coreogràfiques, va haver de sotmetre's a un règim d'exercicis tècnics molt dur per a l'època. Quan Filippo estava compromès a Viena entre 1819 i 1824, la va fer debutar el 10 de juny de 1822 com la nimfa Delia en la seva Divertissement Anacreonte en el Kärntnertortheater de Viena. Posteriorment va ballar a Múnic i de 1825 a 1827 a Stuttgart.

## Formació
Es va formar amb el seu pare, el coreògraf i ballarí Filippo Taglioni, per continuar després amb Coulon.
Taglioni es va traslladar a Viena amb la seva família de molt jove, on va començar la seva formació de ballet sota la direcció de Jean-Francois Coulon i el seu pare. Després que Filippo fos nomenat mestre de ballet a l'òpera de la cort de Viena, va decidir que Marie debutaria a la capital dels Habsburg. Tot i que Marie s'havia entrenat amb Coulon, la seva tècnica no estava a l'altura dels estàndards que impressionaria el públic vienès. Aleshores, el seu pare va crear un rigorós règim d'entrenament de sis mesos per a la seva filla. L'entrenament es realitzava diàriament i constava de dues hores al matí amb exercicis difícils centrats en les cames i dues hores a la tarda centrant-se en moviments d'adagio que l'ajudarien a perfeccionar les posicions al ballet. Taglioni tenia l'esquena arrodonida que la feia inclinar cap endavant i tenia proporcions lleugerament distorsionades. Va treballar de valent per dissimular les seves limitacions físiques augmentant el rang de moviment i desenvolupant la seva força. Taglioni va centrar la seva energia en la seva forma i forma per al públic i menys en trucs de valentia i piruetes. A Viena, Marie va ballar el seu primer ballet coreografiat pel seu pare titulat La Reception d'une Jeune Nymphe à la Cour de Terpsichore.

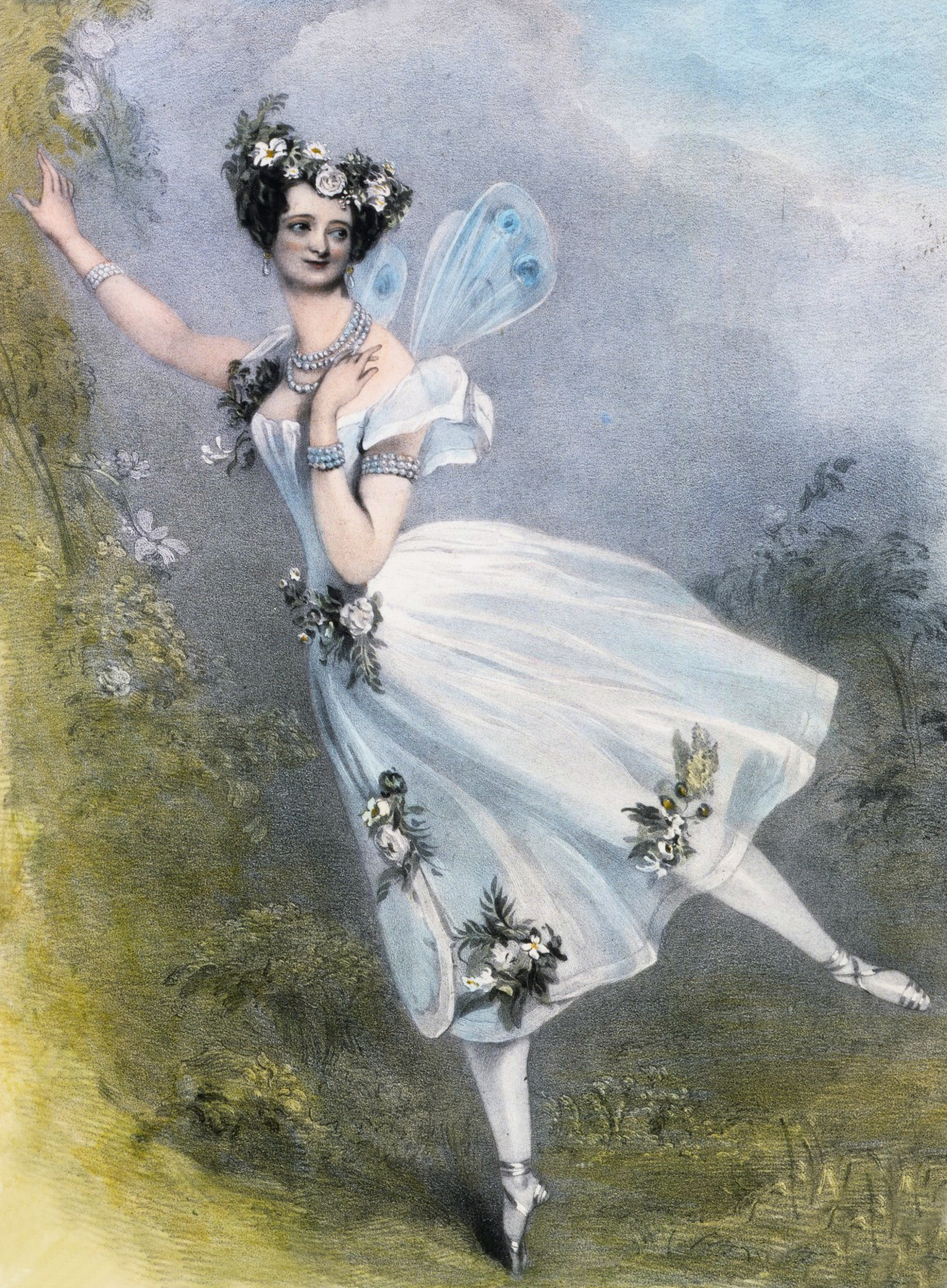
Litografia de Chalon i Lane de Marie Taglioni com Flora a Zéphire et Flore de Didelot. Londres, 1831 (Victoria and Albert Museum / Col·lecció Sergeyev)

Abans d'unir-se a l'Òpera de París, Taglioni va ballar tant a Múnic com a Stuttgart, i als 23 anys va debutar en un altre ballet coreografiat pel seu pare anomenat La Sicilien ou L'Amour peintre (de Molière) d'Anatole Petit, que va impulsar la seva carrera de ballet. Taglioni va saltar a la fama com a ballarina a l'Òpera de París quan el seu pare va crear per a ella el ballet La Sílfide (1832). Dissenyat com un aparador del talent de Taglioni, va ser el primer ballet on ballar en punta tenia una raó estètica i no era només una acrobàcia, que sovint implicava moviments i esforços sense gràcia dels braços, com havia estat l'enfocament dels ballarins a finals de la dècada de 1820. En La Sílfide, el ballet del seu pare presentat a l'Opéra de París el 1832, va ballar per primera vegada sobre les puntes. Va crear un delicat nou estil, caracteritzat per salts flotants i postures balancejades com els arabescs, que va tipificar la qualitat romàntica de principis del segle xix. Les seves diàfanes faldilles blanques es convertirien en el tutú creat per Eugène Lami vestit actualment per la majoria de ballarines de ballet clàssic. Quasi amb tota seguretat es pot afirmar que Marie no fou la primera que balla sobre les puntes, com erròniament es llegeix sovint, sinó que fou la primera que es va servir d'aquest artifici teatral (que ell havia a poc a poc perfeccionat) per assolir una major expressivitat. Aquest mitjà tècnic serví a Marie per donar ànima i vida pròpia al personatge tant singular que representava. Fou lloada per l'extraordinari aplomb, la delicada gracia i la elegància amb les que sabia dibuixar en l'aire l'esperit dels boscos i de l'aire. Així es creà el mite, i l'ídol fou anomenat poc temps després la dansarina cristiana, en contraposició a la pagana Fanny Elssler, amb el qual es diferenciaven els dos estils de les ballarines: balonné en Marie, taqueté en Fanny Elssler, aèria la primera, terrestre la segona.
Va celebrar els triomfs en el paper creat per a ella com Bajadere en l'òpera-ballet Le Dieu et la Bajadere d'Augustin Eugène Scribe i Daniel Auber i en el Ballet de la monja de Meyerbeer. El seu innovador estil de dansa, inventat per a ella pel seu pare, emfatitzava la seva aparent lleugeresa incorpòria i la seva naturalesa etèria i gràcil -que en realitat ocultava una força i un equilibri extraordinaris adquirits gràcies a un entrenament de ferro- i va anar infinitament admirat pels seus contemporanis.

## Pas de Quatre
Amb el suport i direcció del seu pare va fer el seu debut al Kärntnerthortheater de Viena el 1822. L'èxit aconseguit li obrí les portes de l'Òpera de París el 1827. Es deia en la seva època que ella fou la primera a introduir les sabatilles de mitja punta, i la tècnica i preparació que requereixen en la dansa clàssica; va introduir l'estil romàntic en aquesta dansa, tant pel seu estil ballant com pel seu innovador vestuari, que esdevindria l'habitual en el clàssic.

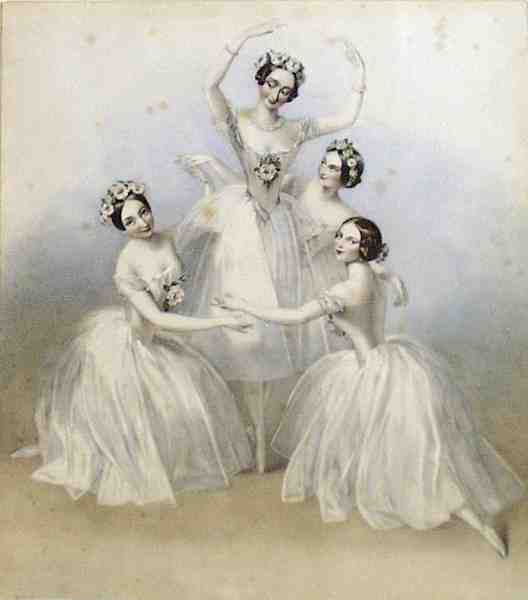
Taglioni (centre) al Pas de Quatre, 1845

El 1837 Taglioni va abandonar el Ballet del Teatre de la seva Majestat per assumir un contracte de tres anys a Sant Petersburg amb el Ballet Imperial (conegut avui com el Ballet Kirov/Mariinsky). Va ser a Rússia després de la seva darrera actuació al país (1842) i en el moment àlgid del culte a la ballarina, que un parell de les seves sabatilles de mitja punta es van vendre per dos-cents rubles, segons es diu per cuinar, servit amb una salsa i menjat per un grup de balletomans. De 1841 a 1846, altres gires artístiques la van portar als teatres italians de Milà, Trieste, Vicenza, Bolonya i Roma, i allí es va donar a conèixer com una veritable estrella de la dansa italiana i aclamada com la Reina de la Dansa.
El juliol de 1845, va ballar amb Lucile Grahn, Carlotta Grisi i Fanny Cerrito al Pas de Quatre de Jules Perrot, un ballet que representava les qualitats eteris de Taglioni que es basava en les impressions litogràfiques d'Alfred Edward Chalon. Pas de Quatre va ser originalment coreografiat per ser presentat a la reina Victòria, que va assistir a la tercera actuació.
Taglioni es va convertir ràpidament en un ideal i un model per a les ballarines més joves, que van assumir els seus papers però no van poder disputar-li la seva posició de lideratge, generalment reconeguda. Això es va reflectir fins i tot en la coreografia de Jules Perrot del divertimento Pas de quatre, estrenat a Londres el 1845. (amb música de Pugni), en la qual Taglioni va ballar al capdavant d'altres tres ballarines principals: Fanny Cerrito, Carlotta Grisi i Lucile Grahn; a aquesta li va seguir el 1846 un Pas donis Déesses (Dansa de les Deesses) similar amb Taglioni, Cerrito i Grahn.
Taglioni va fer la seva última aparició a Londres el 21 d'agost de 1847 en el ballet Le jugement de Pâris de Jules Perrot i Cesare Pugni, i es va retirar de la dansa.

## Matrimoni
Taglioni es va casar amb el comte Auguste Gilbert de Voisins el 1835, però es va separar el 1836. Més tard es va enamorar d'Eugeni Desmares, un fidel aficionat, que havia defensat el seu honor en un duel. Desmares i Taglioni van donar a llum un fill (il·legítim) el 1836. Tres anys més tard, Desmares va morir en un accident de caça. El 1842 va donar a llum el seu segon fill. Es desconeix qui és el pare tot i que el certificat de naixement indica que el pare és Gilbert de Voisins. Els noms dels fills de Taglioni eren el comte Georges Philippe Marie Gilbert de Voisins i la comtessa Eugenie-Marie (Edwige) Gilbert de Voisins. Més tard, Georges Gilbert de Voisins es va casar amb Sozonga Ralli, hereva de la acomodada família Ralli d'origen grega, mentre Eugènia es va casar amb el príncep rus Alexandre Trubetskoi, amb qui va tenir cinc fills i es va establir entre la seva vil·la a la vora del llac de Como i la seva residència a París. Neta de Marie Taglioni, la princesa Sophia Trubetskoi es va casar amb un descendent de la prominent família bancària Recanati, nascuda a Grècia.

## Jubilació i darrers anys

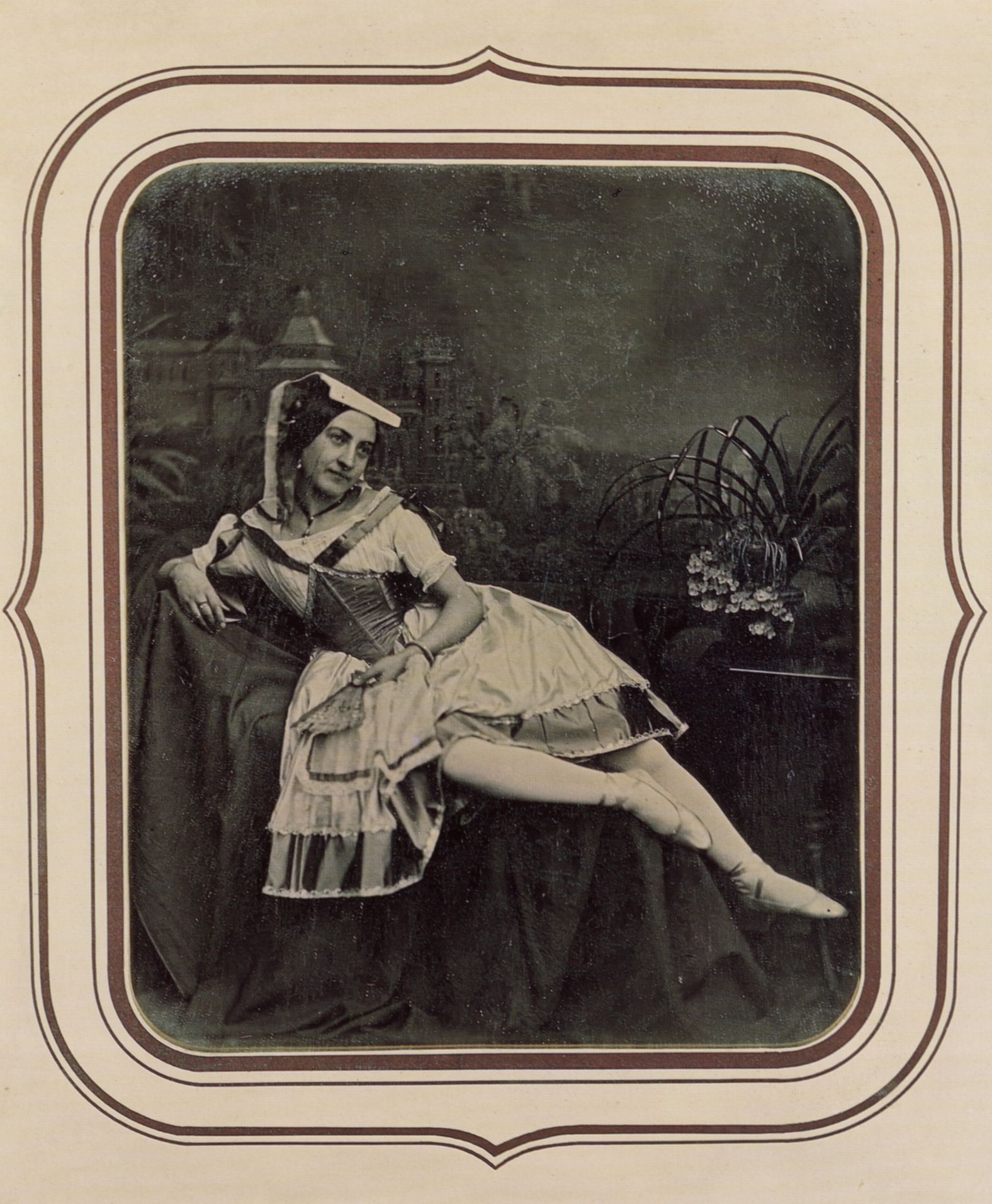
Taglioni, cap a 1845

Taglioni es va retirar de l'actuació el 1847; durant un temps es va instal·lar a la Ca' d'Oro del Gran Canal de Venècia. Després es va retirar a Blevio en el Llac de Como abans de treballar a París com a professora a l'Escola de Ballet de l'Òpera de París de 1858 a 1870. Allí, el 1860, va crear la coreografia del ballet de Jacques Offenbach Le Papillon per a la ballarina Emma Livry, a la qual havia apadrinat. Un altre ballet de Taglioni anomenat Zara (amb llibret de Charles Nuitter) no es va representar a causa de la tràgica mort de Livry. Amb el director del nou Conservatori de dansa, Lucien Petipa, i l'antic alumne de Petipa, el coreògraf Louis Mérante, va formar part del jurat selecte de sis membres del primer concurs anual per al Corps de ballet, celebrat el 13 d'abril de 1860.
La seva única obra coreogràfica va ser Le papillon (1860) per a la seva alumna Emma Livry, recordada per morir l'any 1863 quan el seu vestit va ser incendiat per un llum de gas utilitzat per a la il·luminació de l'escenari. Johann Strauss II va compondre la Marie Taglioni Polka (Op. 173) en honor a la neboda de Marie Taglioni, Marie Paul Taglioni, també coneguda com Marie the Younger. Les dues dones, que tenen el mateix nom, sovint s'han combinat, o s'han confós amb altres. 
Més tard a Anglaterra, va ensenyar dansa social i saló a nens i dones de la societat a Londres; també va agafar un nombre limitat d'alumnes de ballet. Va residir al número 14 de Connaught Square, Londres de 1875 a 1876.

## Mort
Taglioni va morir pobre a Marsella el 22 d'abril de 1884, el dia abans del seu 80è aniversari. El seu cos va ser traslladat a París. Hi ha un cert debat sobre si està enterrada a Montmartre o al Père Lachaise, o si la tomba de Montmartre pertany a la seva mare. Els ballarins locals van començar a deixar les seves sabates de punta gastades a la tomba de Montmartre com a homenatge i gràcies al primer ballarí de punta.

## Carrera
El 18 de setembre de 1832 a Londres, Marie casà amb el comte Jean-Pierre Victor Alfred Gilbert de Voisins, viceconseller de França, però no tingué un matrimoni feliç. Va fer gires per tot Europa i després de ballar La sílfide a París amb el ballarí napolità Antonio Guerra el 1836, va deixar l'Ópera de Paris, i el 1837, va ballar amb el Ballet Imperial a Sant Petersburg fins al 1847, any en què es va retirar.
Més tard, a Anglaterra, va fer classes de ball de saló social i per a nens i dames de la societat a Londres; ella també va tenir un nombre limitat d'alumnes de ballet, entre aquests l'italiana Amina Boschetti i, Emma Livry, per la qual creà la seva única coreografia, Le papillon (música d'Offenbach, París 1860). Aquesta ballarina fou una de les seves grans satisfaccions; la seva mort, a causa de les cremades sofertes en incendiar-se el seu tutú mentre realitzava una prova per l'òpera La Muette de Portici (1862) li causà una gran pena. Abans d'aquest desgraciat accident, Livry havia representat en l'Òpera el que es considerava el cavall de batalla de Marie, Le sylphide, emulant la seva mestra.